# Круглый помпано
Круглый помпано, или круглый трахинот (лат. Trachinotus falcatus), — вид лучепёрых рыб семейства ставридовых. Широко распространены в тропических и тёплых умеренных водах западной части Атлантического океана. Максимальная длина тела 122 см. Морские бентопелагические рыбы.

## Таксономия и этимология
Первое научное описание вида было сделано в 1758 году шведским естествоиспытателем Карлом Линнеем (1707—1778) под латинским биноменом Labrus falcatus. Голотип не назначен.
Родовое название происходит от греч. τραχύς — грубый и греч.  νῶτον  — спина, что отражает наличие в первом спинном плавнике жёстких колючек. Видовое название лат. falcatus — «изогнутый в виде серпа», дано из-за длинного спинного плавника, который иногда выступает из воды, когда стая круглых трахинотов перемещается у поверхности воды.

## Описание
Тело короткое, высокое, сжато с боков, покрыто мелкой циклоидной чешуёй. Верхний и нижний профили тела сходны по форме. Верхний профиль головы полого снижается к закруглённому рылу. Глаза маленькие, их диаметр укладывается 4,3—5,7 раз в длину головы. Окончание верхней челюсти узкое, доходит до вертикали, проходящей через середину глаза. У молоди зубы на обеих челюстях мелкие, конической формы, слегка загнуты назад; исчезают у особей длиннее 20 см. У молоди зубы на языке расположены небольшими пятнами, постепенно исчезают по мере роста рыб и отсутствуют у рыб длиннее 22 см, кроме нескольких зернистых зубов. На верхней части первой жаберной дуги 5—8 жаберных тычинок, а на нижней —11—14 тычинок. В первом спинном плавнике 5 отдельно сидящих колючек, первая колючка очень маленькая и полностью резорбируется от особей длиннее 40 см. Во втором спинном плавнике один жёсткий и 17—21 (обычно 18—20) мягкий луч. В анальном плавнике один колючий и 16—19 мягких лучей. Перед плавником расположены 2 короткие колючки. Длина оснований второго спинного и анального плавников примерно одинаковая. Передние лучи спинного и анального плавников удлинённые, в спинном плавнике значительно более выраженно. Грудные плавники короткие, их длина укладывается 1,2—1,6 раза в длину головы. На хвостовом стебле нет канавок и килей. Хвостовой плавник глубоко раздвоенный. Боковая линия делает невысокую дугу на уровне середины второго спинного плавника. Позвонков: 10 туловищных и 14 хвостовых.
Тело серебристое; передняя часть верха головы и спины голубовато-зелёного или коричневого цвета. Иногда на брюхе у основания брюшных плавников округлое пятно жёлтого или чёрного цвета. Плавники тёмно-серого или чёрного цвета. Молодь способна быстро изменять окраску от практически чёрной до серебристой с тёмно-красным оттенком у основания анального плавника.
Максимальная длина тела — 122 см, обычно до 94 см. Масса тела до 36 кг.

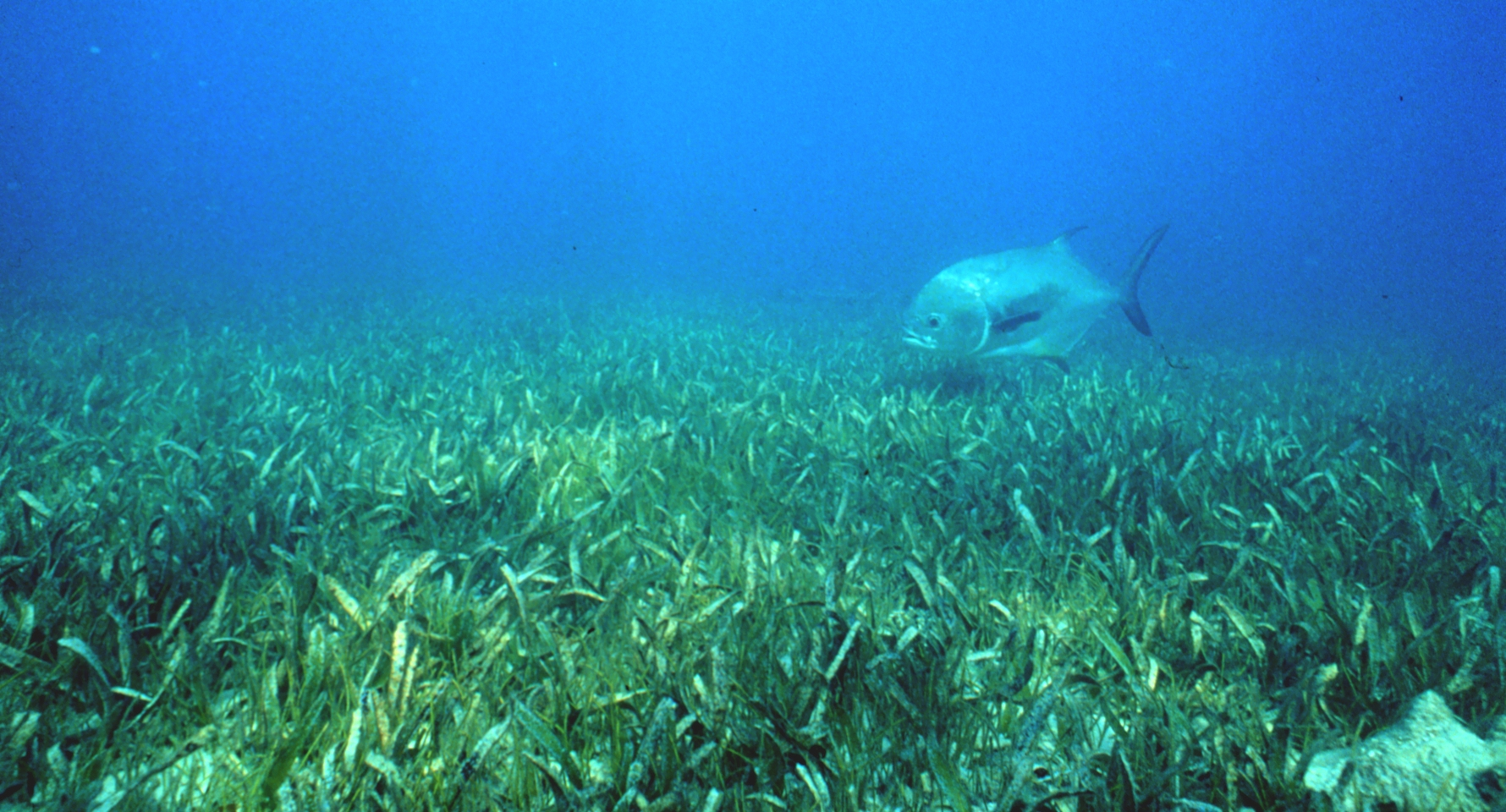

## Биология
Морские бентопелагические рыбы. Обитают в прибрежных водах на глубине от одного до 36 м. Предпочитают ровные поверхности с песчаными и илистыми грунтами, заросшие подводной растительностью. Иногда встречаются в более глубоких каналах и выемках, прилегающим к этим районам. Молодь образует большие скопления. По мере роста рыб величина стай снижается, и взрослые крупные особи обычно встречаются поодиночке или парами. Относительно большие скопления можно наблюдать у рифов, причалов и затонувших судов. Продолжительность жизни достигает 23 лет.

### Питание
Молодь круглого трахинота питается представителями зоопланктона: амфиподы, копеподы, мизиды, личинки креветок и рыб. По мере роста рыб в составе рациона появляются бентосные организмы: крабы, гастроподы, усоногие, полихеты и моллюски. Взрослые особи питаются крабами, гастроподами, двустворчатыми моллюсками, морскими ежами и изредка рыбами.

### Размножение
Самцы круглого трахинота впервые созревают (50% в популяции) при средней длине тела 48,6 см в возрасте 2,3 года, а самки — при длине тела 54,7 см в возрасте 3,1 года. Могут нереститься круглый год, но у берегов Флориды пик нереста наблюдается в мае—июне, нерест продолжается в течение всего лета, а в зимние месяцы нерестовая активность значительно снижается. Обычно нерестящиеся особи группируются у естественных и искусственных рифов, а также вблизи затонувших кораблей. Нерестовые скопления могут достигать 250—500 особей.

## Ареал
Распространены в западной части Атлантического океана от Массачусетса вдоль побережья США до Бермудских и Багамских островов, включая Мексиканский залив и Карибское море и далее на юг вдоль побережья Южной Америки до Сан-Паулу (Бразилия).